# Aach (Baden-Württemberg)
Aach è una città tedesca di 2 384 abitanti, situata nel land del Baden-Württemberg.